# 2011 CQ1
2011 CQ1(2011 CQ1)は、かつてはアポロ群、現在はアテン群に属する地球近傍小惑星の一つ。2011年2月4日にカタリナ・スカイサーベイにより発見された。
発見から14時間後の同日19時35分(UT)、地球表面からわずか5480kmのところを通過した(地球半径は6378km)。これは小惑星の最短接近記録である。あまりにも地球に接近しすぎたため、地球の重力により軌道が60°も折れ曲がり、軌道がアポロ群からアテン群へと変化した。
1963年12月2日には、火星まで954万kmまで接近した。現在は遠日点距離がほぼ地球軌道に接するアテン群に軌道が変化しているので、再び軌道が変化しない限りは、火星への大接近はこれが最後である。